# Anna-Maria Gradante
Anna-Maria Gradante, född den 26 december 1976 i Wermelskirchen, Tyskland, är en tysk judoutövare.
Hon tog OS-brons i damernas extra lättvikt i samband med de olympiska judotävlingarna 2000 i Sydney.